# Ernst Good
Ernst Good, né le 14 janvier 1950 à Flums, est un skieur alpin suisse spécialiste du slalom géant. Il a mis fin à sa carrière sportive à la fin de la saison 1977.

## Biographie
Ernst Good monte pour la première fois sur le podium en Coupe du monde le 14 décembre 1975 en terminant deuxième du slalom géant de Madonna di Campiglio en Italie. Il participe ensuite aux Jeux olympiques de 1976 où il termine deuxième du slalom géant derrière son compatriote Heini Hemmi. Il est troisième des slaloms géants de Coupe du monde de Mont Sainte-Anne au Canada en mars 1976 puis de Furano au Japon en février 1977. Il prend sa retraite sportive à la fin de la saison 1976-1977,.
Après sa carrière, Ernst Good tient un restaurant à Tannenheim dans la station de Flumserberg.

## Palmarès

### Jeux olympiques d'hiver
| Épreuve / Édition | Descente | Slalom géant | Slalom  |
| JO 1976 Innsbruck | —        | Argent       | Abandon |

### Championnats du monde
| Épreuve / Édition | Descente | Slalom géant | Slalom  | Combiné |
| JO 1976 Innsbruck | —        | Argent       | Abandon | —       |

### Coupe du monde
- Classement général
  - 1975 : 58e
  - 1976 : 12e
  - 1977 : 42e
- Trois podiums